# N’Diaganiao
N’Diaganiao, in vereinfachter Schreibweise Ndiaganiao, ist eine Gemeinde (commune) im Département Mbour der Region Thiès, gelegen im zentralen Westen Senegals. Sie besteht aus dem namensgebenden Hauptort (chef-lieu) sowie weiteren Dörfern (villages) und Weilern (hameaux). Der Name des Dorfes scheint eine Ableitung von „Ndiañaw“ zu sein, dem Namen eines Wasserlaufs, an dem die Ansiedlung entstanden ist.

## Geographische Lage
Ndiaganiao liegt im Erdnussbecken Senegals, 29 Kilometer nordöstlich der Départementspräfektur Mbour und 80 km südöstlich der Hauptstadt Dakar. Das Gemeindegebiet hat eine Fläche von 254,90 km² und umfasst 42 Dörfer bzw. 38 Dörfer. Benachbarte Kommunen sind im Uhrzeigersinn Fissel im Osten, Séssène (bei Thiadiaye) und Sandiara im Süden, Tassette im Westen und im Norden Ngoudiane.

## Geschichte
Das Dorf Ndiaganiao war seit 1972 Hauptort einer Landgemeinde (communauté rurale), die 2014 mit allen Landgemeinden Senegals den Status einer Gemeinde (commune) erhielt.

## Bevölkerung
Im Jahr 2000 waren für den Hauptort 6.000 Einwohner dokumentiert. Die letzten Volkszählungen ergaben jeweils folgende Einwohnerzahlen:
| Jahr | Einwohner |
| ---- | --------- |
| 2002 | 40.943    |
| 2013 | 46.469    |
| 2023 | 60.654    |

Die Bevölkerung der Gemeinde Ndiaganiao besteht aus drei ethnischen Hauptgruppen:
- 73 % Serer
- 13 % Wolof
- 11 % Fulbe

Ethnische Minderheiten sind die Mauren, die Manjagos und die Diolas, die etwa je 3 % der Bevölkerung stellen. 80 % der Bewohner sind Muslime, 10 % Christen und die gleiche Rate ist Anhänger von traditionellen Religionen.
Die Gemeinde verzeichnet eine hohe Rate an Landflucht von vor allem jungen Menschen und von Frauen. Sie ziehen nach Norden kommend hierher, da sie in ihrer Heimat nicht genügend fruchtbaren Boden und auch sonst keine Arbeit haben.

## Wirtschaft
Die Gemeinde kann sich bei durchschnittlicher Witterung selbstständig ernähren. Mehr als 90 Prozent der Bevölkerung leben von der Landwirtschaft. Angebaut werden vor allem Hirse, Erdnüsse, Augenbohnen, Sauerampfer, Wassermelone, Sorghum und Maniok. Daneben gibt es bescheidene Erträge bei Zwiebel, Paprika, Kohl, Tomaten und Okra. Es gibt vor allem Schwierigkeiten bei der Bodenbearbeitung, weil der Boden nicht tief genug gepflügt werden kann. Probleme bereiten auch die Bodenerosion durch Wind und das Fehlen von Bewässerung. Hinzu kommt bei Produktionsüberhang der fehlende Transportweg zu anderen Märkten. Seit 2016 gibt es ein Programm zur Förderung von Anbau und Verarbeitung von Erdnüssen.
Es gibt eine Reihe von gemeinschaftlich genutzter landwirtschaftlicher Grundausstattung, darunter 26 Hirsemühlen (von denen 17 funktionieren), ein Mähdrescher und 83 Ölpressen (49 davon funktionsfähig).
Ein weiteres wichtiges Betätigungsfeld ist die Viehhaltung. Die Viehzucht umfasst vor allem Schafe, Ziegen, Rinder, Schweine, Pferde und Geflügel. Das Hirtentum ist mit dem Problem der Abgrenzung der Tierhaltung konfrontiert, das immer wieder die Quelle von Konflikten zwischen Hirten und Bauern darstellt. Auf dem weitläufigen Gemeindegebiet gibt es vier Impfstellen, allerdings keinen amtlichen Tierarzt. Darüber hinaus ist Viehdiebstahl ein stetiger Konfliktherd.
Da die Handelswege in überaus schlechtem Zustand sind, bleibt eine weitere Einnahmequelle weitestgehend aus: die Forstwirtschaft. Dennoch wird Holzhandel und auch Kunsthandwerk betrieben. Der Absatz findet überwiegend auf Wochenmärkten, den sogenannten „Loumas“ statt. Unabhängig vom Holz werden weitere kunsthandwerkliche Gegenstände hergestellt: Schmuck, Webstoffe, Töpferwaren und anderes. Entsprechend belebt und vielseitig ist der Marktplatz Ndiaganiao.

## Verkehr und Infrastruktur
Ndiaganiao wird nicht von dem Fernstraßennetz im Senegal erschlossen. Von der N 1 zweigt bei Sandiara eine 13 km lange asphaltierte Stichstraße nach Norden ab, die in der Ortsmitte von Ndiaganiao endet. Dadurch ist immerhin eine Straßenverbindung zur Départementspräfektur Mbour gegeben. Die Dörfer abseits der Stichstraße sind nur über Staubpisten erreichbar. Lediglich eine solche führt auch von Ndiaganiao weiter nach Norden zur N 3 in die 25 km entfernte Stadt Khombole im Département Thiès. Entgegen allen Zusagen ist sie in ihrem heruntergekommenen Zustand bis 2019 nicht saniert worden, geschweige denn, dass sie nach Norden bis Khombole verlängert worden wäre. In der Regenzeit ist die Landgemeinde von der Außenwelt nahezu abgeschnitten.
Wichtigstes Transportmittel sind das Buschtaxi und das Auto, die aber den Transportanforderungen nicht gerecht werden. Zur Verbesserung der Stromversorgung startete 2016 ein Programm zur Elektrifizierung von 38 Dörfern mit Solarenergie. Bis 2019 ist die Elektrifizierung allerdings erst in sechs Dörfern verwirklicht worden. Die European Water Treatment Company hat 2019 autonome Wasserpumpen- und -leitungssysteme in etwa zehn Dörfern installiert. Das Wasser wird gefiltert und entgiftet und dient so der Gesundheit der Bevölkerung und der Versorgungssicherheit in Dürrezeiten. Auf dem Gemeindegebiet gibt es 16 Grund- und eine weiterführende Schule. Ein Programm zur Förderung der Jugendarbeit ist mit bescheidenen Mitteln ausgestattet.

## Städtepartnerschaften
Seit 1986 ist Ndiaganiao mit der französischen Hafenstadt Saint-Herblain und in Kooperation auch mit dem saarländischen St. Ingbert verschwistert.

## Persönlichkeiten
- Bassirou Diomaye Faye (* 1980), Politiker